# Szokolay Kornél
Szokolay Kornél (Pest, 1856. szeptember 19. – Budapest, 1920. december 23.) hírlapíró és szerkesztő, műfordító, Szokolay István jogi író fia.

## Élete
Középiskolai és műegyetemi (1873-74.) tanulmányait szülőhelyén végezte. A műszaki pálya helyett azonban az újságírásra lépett; miután több évig volt a Budapesti Hírlap helyettes szerkesztője, majd tíz évig a Nemzet segédszerkesztője, a Nemzet című politikai napilap főmunkatársa lett. Már akkor, midőn a műegyetemet látogatta, adott ki egy füzetet a Budapesti Dunarész szabályozásáról, ami abban az időben hevesen vitatott napi kérdés volt. Később sok társadalmi és sportcikket írt különböző lapokba és folyóiratokba, behatóan foglalkozván az embersport ügyével, hogy propagálja annak minél szélesebb körben való meghonosítását Magyarországon. Esterházy Miksa gróf és Molnár Lajos társaságában közreműködött az Atletikai gyakorlatok című, ezen a téren úttörő magyar munka megírásában (Bpest, 1889). Többször utazott Európa délkeleti országaiban; Sándor szerb király trónra lépése alkalmából a szerb politikai viszonyokról a Budapesti Szemlében közölt értekezést. Az ezredéves országos kiállításon a bosznia-hercegovinai országos kormány kiállítási titkára volt, és a kiállítási főjelentésben ő írta a bosznia-hercegovinai osztályról szóló részt.
Cikkei az Ország-Világban (1886. Szentgyörgyi István, 1887. A főváros képviselői, 1894.), a Ludovika Akadémia Közlönyében (1886. Az athletika a hadseregben), a Fővárosi Lapokban (1886. 305., 349., 270. sz. Báró Jósika Lajos, 1889. 181. A kritika), a Vasárnapi Ujságban (1894. Bosnyák képek), a Nemzetgazdasági Szemlében (1895. Bosnyák vasutak és bosnyák vasuti politika), Magyar Mérnök- és Építész-egylet Közlönyében (1895. Bosnyákország és a nemzeti politika), a Délmagyarországi Közlönyben (1896. 86. sz. A magyar irodalom Bosnyákországban); a Pallas Nagy Lexikonában a sportcikkeket írta. Később Az Ujság belmunkatársa volt.

## Munkái
- A tudomány- és műegyetemi olvasókör Évkönyve 1877-78. Bpest, 1878.
- Gőzház. Verne Gyula regénye. Fordítás Rákosi Viktorral. Kiadta: Légrády, Budapest, 1881.
- Eltűnt. Regény. Greville Henrik után ford. Uo. 1882.
- Az apasági kereset. Levél Rivet képviselő úrhoz. Irta Dumas Sándor, ford. Uo. 1884.
- Bosnyákország és Herczegovina egészségügyi viszonyai és fürdői. Uo. 1894. Képpel. (Francziául. Uo. 1894.).
- Bosnyákország és Herczegovina a keleti akadémián... Uo. 1896.
- Melléklet a «Bosnyákország és Herczegovina a keleti akadémiában» cz. emlékiratomhoz. Uo. 1898.
- Jelentése a nm. kereskedelemügyi m. kir. minister úrhoz Bosnyák és Herczegovina kereskedelmi, ipari, közlekedési és hitelügyi viszonyairól. Különös tekintettel a bosnyák-magyar forgalomra. Uo. 1901.